# Przełęcz Radoszycka

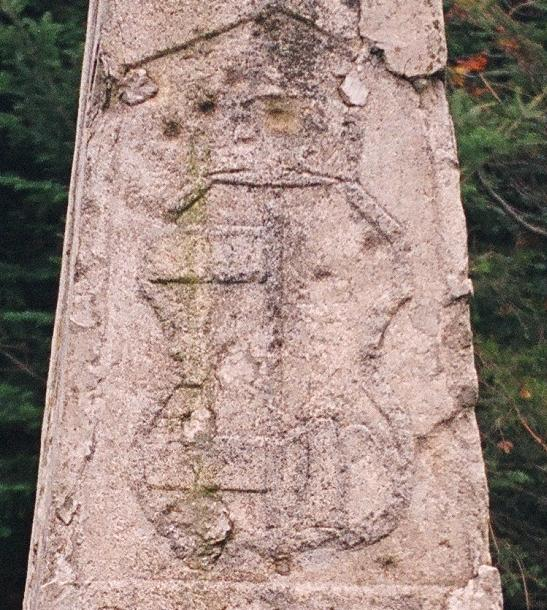
Herb Królestwa Węgier na słupie granicznym

Przełęcz Radoszycka, także: Przełęcz Beskid nad Radoszycami, słow. Laborecký priesmyk, 684 m n.p.m. – przełęcz w głównym grzbiecie wododziałowym Karpat, we wschodniej części Beskidu Niskiego w pobliżu Radoszyc. Stanowi przejście z doliny Osławicy (na północy) w dolinę Laborca (na południu). Siodłem przełęczy przebiega granica Polski ze Słowacją.
Poprzednią (patrząc z zachodu na wschód) ważną komunikacyjnie przełęczą w granicznym łańcuchu Karpat jest Przełęcz Beskid nad Czeremchą, a kolejną – Przełęcz Łupkowska..
Przełęcz Radoszycka już w starożytności (około 50 lat po narodzeniu Chrystusa) była jednym z miejsc, w których szlak handlowy z południa na północ Europy przekraczał główny grzbiet Karpat. W średniowieczu przez przełęcz biegł szlak handlowy między Polską a Węgrami, używany zwłaszcza przez kupców sandomierskich.
Współcześnie na przełęcz od strony polskiej biegnie Droga wojewódzka nr 892 z Zagórza, zaś po stronie słowackiej droga wojewódzka nr 575 z Medzilaborec. Znajdowało się tu drogowe przejście graniczne Radoszyce-Palota, czynne od 1 lutego 2005, a zlikwidowane w dniu 21 grudnia 2007. Poprzednio, zanim położono asfaltową drogę dojazdową od polskiej strony, było to przejście turystyczne. Do dzisiaj zdarzają się wyrywkowe kontrole Straży Granicznej, której patrol stoi nieopodal tzw. cudownego źródła.
Okolice Przełęczy Radoszyckiej były zasiedlane z inicjatywy polskiej, od północy, przez ludność polską i ruską, począwszy od późnego średniowiecza. Po rozbiciu w 1657 r. najazdu wojsk siedmiogrodzkich Jerzego Rakoczego ich część, wycofując się na południe, spustoszyła te okolice do tego stopnia, że wymagały ponownego zasiedlenia. Do czasu wysiedleń w ramach akcji "Wisła" po obu stronach przełęczy mieszkała ludność rusińska, blisko związana kulturowo i gospodarczo mimo utrudnień spowodowanych podziałem przez granicę po 1918 r.
10 września 1939 r. przez przełęcz wkroczyły na teren Polski okupacyjne wojska słowackie. Z kolei 23 czerwca 1941 r. przez przełęcz przemaszerowały słowackie oddziały uczestniczące u boku hitlerowskich Niemiec w wojnie przeciwko Związkowi Radzieckiemu.
Na przełęczy stoi pochodzący z 1893 r. obelisk z herbem Królestwa Węgier, stanowiący niegdyś znak graniczny.
Po słowackiej stronie poniżej przełęczy, przed zabudowaniami wsi Palota, po lewej stronie szosy, znajduje się cmentarz z czasów I wojny światowej. W 28 grobach spoczywa tu łącznie 151 poległych żołnierzy i oficerów (z tego 55 rosyjskich i 86 austro-węgierskich). Odnowę zapuszczonego cmentarza podjęli 2007 r. ochotnicy z „Klubu vojenskej histórie Beskydy” wraz z mieszkańcami wsi Palota. Wspomogły ich słowackie Ministerstwo Spraw Wewnętrznych i Austriacki Czerwony Krzyż.
Grzbietem przez Przełęcz Radoszycką prowadzi niebiesko  znakowany, tzw. "graniczny" szlak turystyczny (odcinek Czeremcha – Nowy Łupków). Równolegle do niego biegnie czerwony  szlak słowacki.